# バジーノイズ
『バジーノイズ』(BUZZY NOISE)は、むつき潤による漫画作品。『ビッグコミックスピリッツ』（小学館）にて、2018年24号から2020年6号まで連載された。2024年に映画版が公開された。
2024年、『ビッグコミックスピリッツ』21・22合併号にて、「実写映画公開直前SP」として「5年後の現在地」を描いたスピンオフ読み切りを掲載。

## あらすじ
神戸の舞子にあるマンションで管理人として働きながら、音楽をパソコンで作ること (DTM) を趣味とする清澄は、マンションの上の階に住む女性・潮と出会い、音楽を聞かせたいと思うようになっていく。

## 登場人物
清澄（きよすみ）
本作の主人公。マンションの管理人として働きながら、たった一つの「好きなもの」である音楽をパソコンで作成する生活を送っていた。当初は自分が作った音楽を世に出すということは考えていなかったが、潮と出会ったことにより、次第に音楽を届けたいという考えに変わっていく。
潮（うしお）
本作のヒロイン。清澄のマンションに住んでいた際に、当時失恋したばかりで、清澄が作った音楽が音漏れで聞こえてくることを楽しみに生活していた。その後彼の音楽をSNSに投稿するなどして尽力する。
航太郎（こうたろう）
潮の同級生。大学時代は東京で過ごしていたが、レコード会社への就職を機に神戸に戻った。新人開発の仕事をしていたが、清澄と潮に出会ったことで自分の人生を見つめ直す。
陸（りく）
清澄の高校時代の軽音楽部の先輩。かつてインディーズバンド「マザーズ」でベースを担当していた。清澄と再会したことで、新たにバンド「アジュール」を組む。

## 書誌情報
- むつき潤『バジーノイズ』小学館〈ビッグコミックス〉、全5巻
  1. 2018年9月12日発売[5][6]、ISBN 978-4-09-860059-5
  2. 2019年1月11日発売[7]、ISBN 978-4-09-860162-2
  3. 2019年5月30日発売[8]、ISBN 978-4-09-860282-7
  4. 2019年9月30日発売[9][10]、ISBN 978-4-09-860406-7
  5. 2020年1月30日発売[11][12]、ISBN 978-4-09-860526-2

## 映画
2024年5月3日に公開された。

### キャスト
- 海野清澄：川西拓実 (JO1)
- 岸本潮：桜田ひより
- 速水航太郎：井之脇海
- 大浜陸：栁俊太郎
- 内海岬：円井わん
- 洋介：奥野瑛太
- 千尋：天野はな
- 若手アーティスト：駒井蓮
- 慶二：櫻井海音
- スナックのママ：馬場園梓
- 亜弓：佐津川愛美
- 沖：テイ龍進

### スタッフ
- 原作：むつき潤『バジーノイズ』（小学館「ビッグスピリッツコミックス」刊）
- 監督：風間太樹
- 脚本：谷口恒平、沖野浩孝、風間太樹
- music concept design：Yaffle[15]
- 音楽プロデュース・音楽監修：菊地智敦
- 音楽：坂本秀一[13]
- 製作：依田巽、崔信化、沢辺伸政、潮田一、舛田淳、渡辺和則[13]
- エグゼクティブプロデューサー：松下剛[13]
- 企画・プロデュース：山田実[13]
- プロデューサー：長汐祐人[16]
- 協力プロデューサー：平林勉[16]
- 撮影：片村文人[13]
- 照明：太田宏幸[13]
- 録音：石貝洋[13]
- 美術：伊藤圭哉[13]
- 装飾：宍戸美穂[13]
- スタイリスト：白石妙子[13]
- ヘアメイク：金山貴成、北山まりえ[13]
- 編集：加藤ひとみ[13]
- 音響効果：勝亦さくら[13]
- 助監督：松下洋平[13]
- 制作担当：久松壮太[13]
- ラインプロデューサー：高瀬博行[13]
- アシスタントプロデューサー：有馬里香[16]
- 制作プロダクション：AOI Pro.[16][17]
- 製作幹事・配給：ギャガ[16][13][17][18]
- 製作：「バジーノイズ」製作委員会（ギャガ、LAPONEエンタテインメント、小学館、AOI Pro.、LINEヤフー、ソニー・ミュージックエンタテインメント）[16]

### 主題歌
「surge」
作詞：いしわたり淳治 / 作曲：Yaffle / 歌：清澄 by Takumi Kawanishi (JO1)